# Campanha do Rio da Prata (1736)
A Campanha do Rio da Prata em 1736-1737 foi uma expedição naval enviada por D. João V em Março de 1736 ao Rio da Prata, na América do Sul, como resposta à ameaça espanhola às possessões portuguesas na margem septentrional do rio, no actual Uruguai. A missão da esquadra portuguesa era dupla: o objectivo principal era defender a praça da Colónia do Sacramento ― fundada em 1680 ― e ainda tomar, se possível, Montevideu, actual capital do Uruguai, fundada pelos portugueses em 1723.
A campanha estava assim ligada a algumas das mais importantes questões de política externa do reinado de D. João V: toda a polémica quanto à Colónia do Sacramento — por sua vez relacionada com a participação portuguesa na Guerra da Sucessão Espanhola (1704-1715) e a subsequente paz com a Espanha do Tratado de Utrecht, e ainda a fundação de Montevideu pelos portugueses em 1723 —; a Troca das Princesas em 1729; e a expansão portuguesa no Brasil na mesma altura. A campanha é particularmente interessante por revelar as diferentes prioridades estratégicas de Portugal e Espanha.
A esquadra no Rio da Prata foi a força naval mais poderosa armada por D. João V desde a Batalha de Matapão, em 1717, e a mais forte que o monarca alguma vez enviou ao ultramar. Em Agosto de 1736, naus desta esquadra travaram três combates contra naus espanholas na zona. Sem obter uma vitória táctica clara, a esquadra cumpriu ainda assim os objectivos estratégicos da campanha. A esquadra permaneceu no Rio da Prata de Agosto de 1736 a Agosto de 1737.

## Contexto histórico

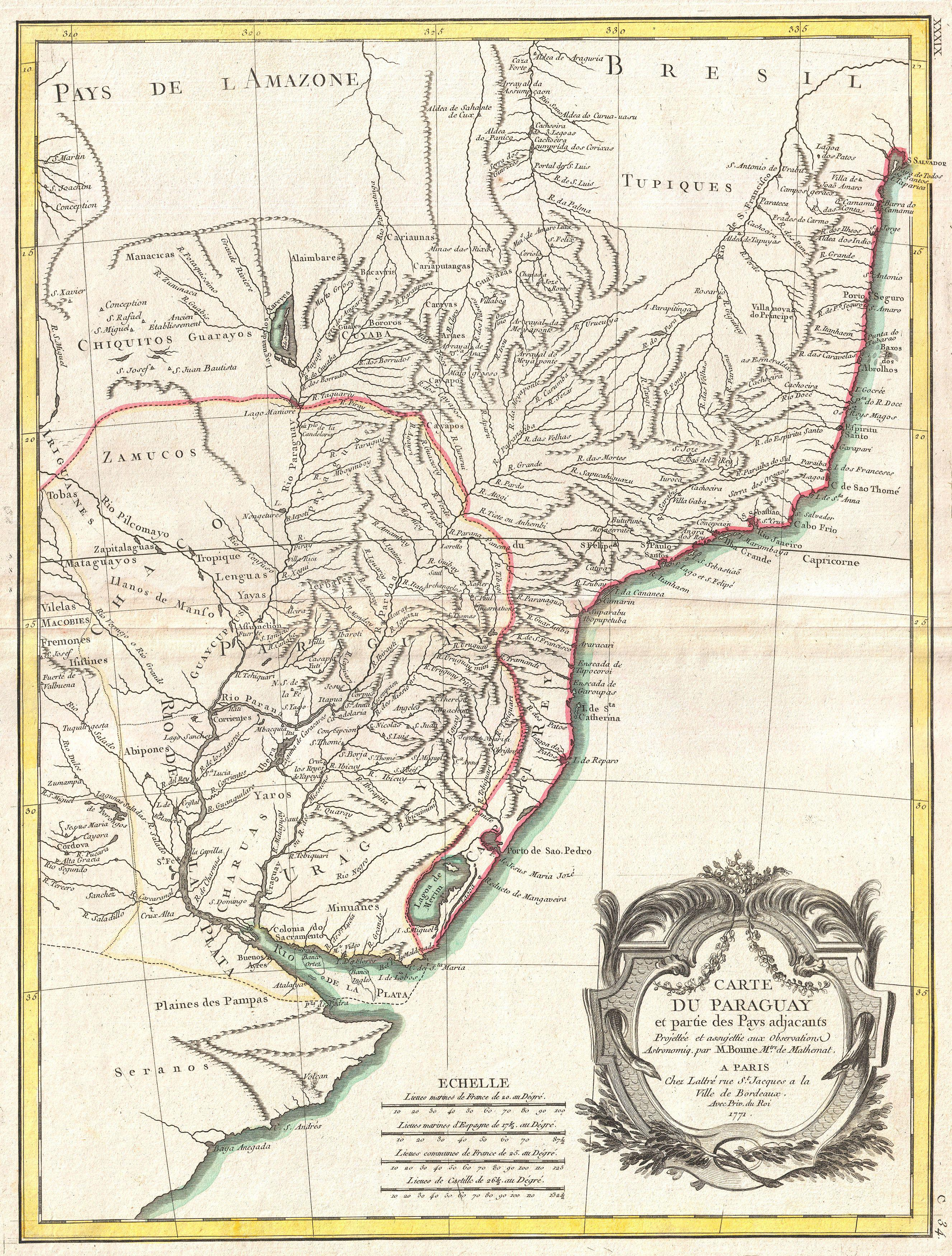
Mapa francês da região de 1771, em que se pode ver o Rio da Prata, a Colónia do Sacramento, "M.^{t} Video" ou Montevideu, a Ilha das Flores, o Baixo de Ortiz, o temido Baixo do Inglês, e ainda Maldonado e Punta Piedras.

Quando D. João V subiu ao trono em 1707, estava-se em plena Guerra da Sucessão Espanhola. Mas fora do contexto dessa guerra, sobre quem deveria herdar o trono espanhol, o principal ponto de discórdia entre Portugal e a Espanha estava situado na América do Sul: era o problema da  Colónia do Sacramento, fundada pelos portugueses em 1680, após a Guerra da Restauração (1640-1668), no Rio da Prata em frente a Buenos Aires.

### A Colónia do Sacramento
O problema fundamental entre Portugal e a Espanha na América do Sul era o da delimitação das fronteiras do Tratado de Tordesilhas, que dera parte do continente sul-americano a Portugal. Não se sabia na época como determinar com rigor a longitude, algo apenas possível a partir da invenção do cronómetro de John Harrison, no terceiro quartel do século XVIII; e por isso, nos mapas portugueses o meridiano de Tordesilhas (47°34’W) era sempre ― e erradamente ― indicado de forma a abranger o Rio da Prata, onde já no reinado de D. João III uma expedição tinha colocado padrões na margem norte do rio como demarcação.
No final do século XVII e no início do reinado de D. João V no século seguinte a cidade de Buenos Aires ainda não atingira a importância que teria mais tarde. O Vice-Reino do Rio da Prata espanhol apenas seria criado em 1776, e durante as primeiras décadas do século toda a margem norte do rio ainda se encontrava essencialmente despovoada, sendo a única povoação a portuguesa Colónia do Sacramento.
Para Madrid, onde se dava muito mais atenção aos conflictos com ingleses, holandeses e franceses nas Caraíbas, a questão do Rio da Prata não era de maior importância. No entanto, isto não era naturalmente o caso visto desde Buenos Aires, onde os colonos nunca viram com bons olhos a presença portuguesa na margem oposta do estuário do Rio da Prata. O problema essencial não era assim tanto a política oficial de Madrid, mas as iniciativas dos colonos de Buenos Aires.
Logo em Agosto de 1680, meio ano após a fundação da colónia, tinham estes ocupado a nova povoação. Após negociações na Península Ibérica a praça tinha sido devolvida aos portugueses em Fevereiro de 1683. Mas nunca em Buenos Aires se tolerou a presença dos portugueses na zona. Isto motivou ao todo dez mudanças de domínio entre portugueses e espanhóis ao longo da história da Colónia do Sacramento. Duas delas seriam durante o reinado de D. João V como consequência da Guerra da Sucessão Espanhola.

### A Guerra da Sucessão Espanhola

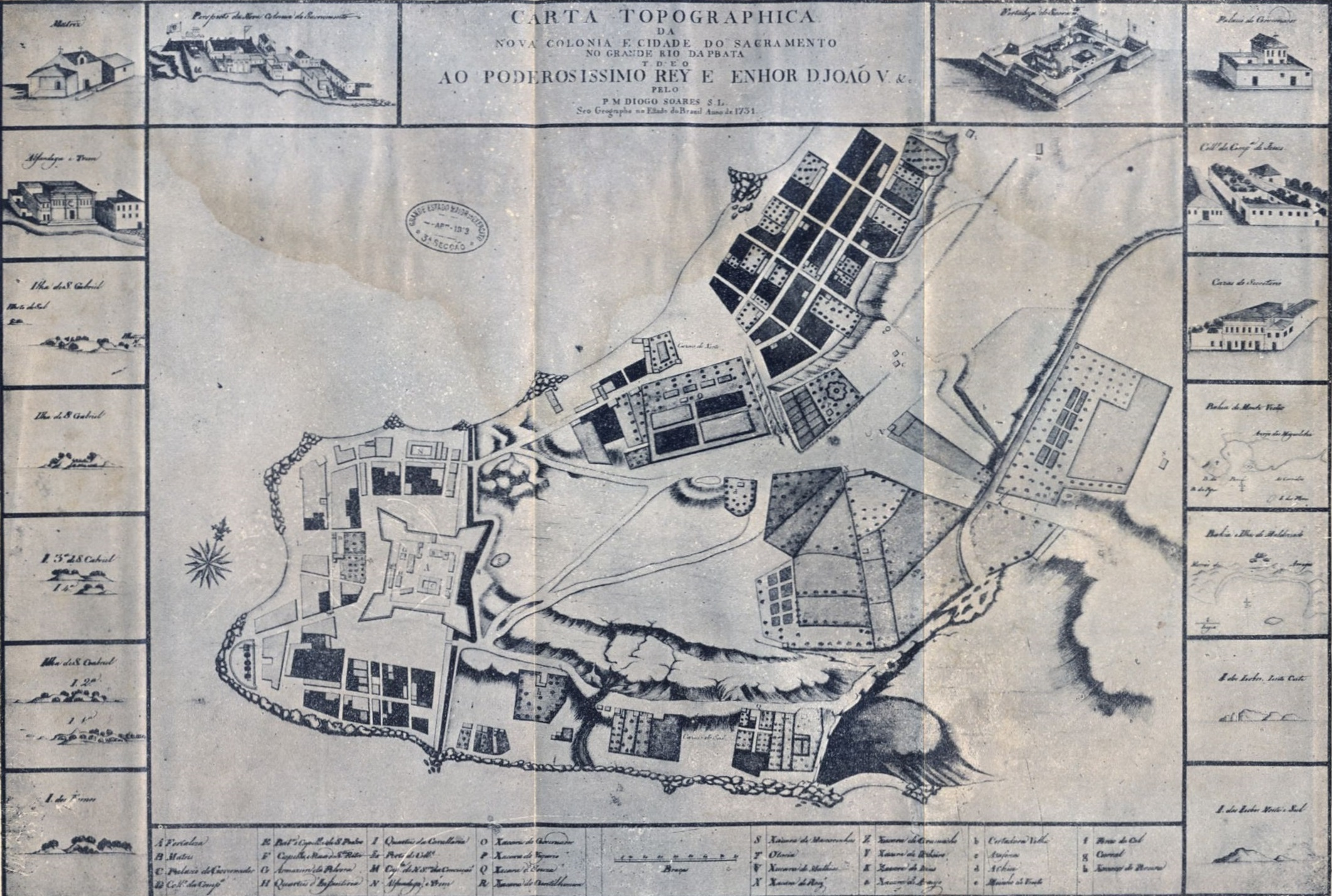
Carta Topographica da Colónia do Sacramento de 1731.

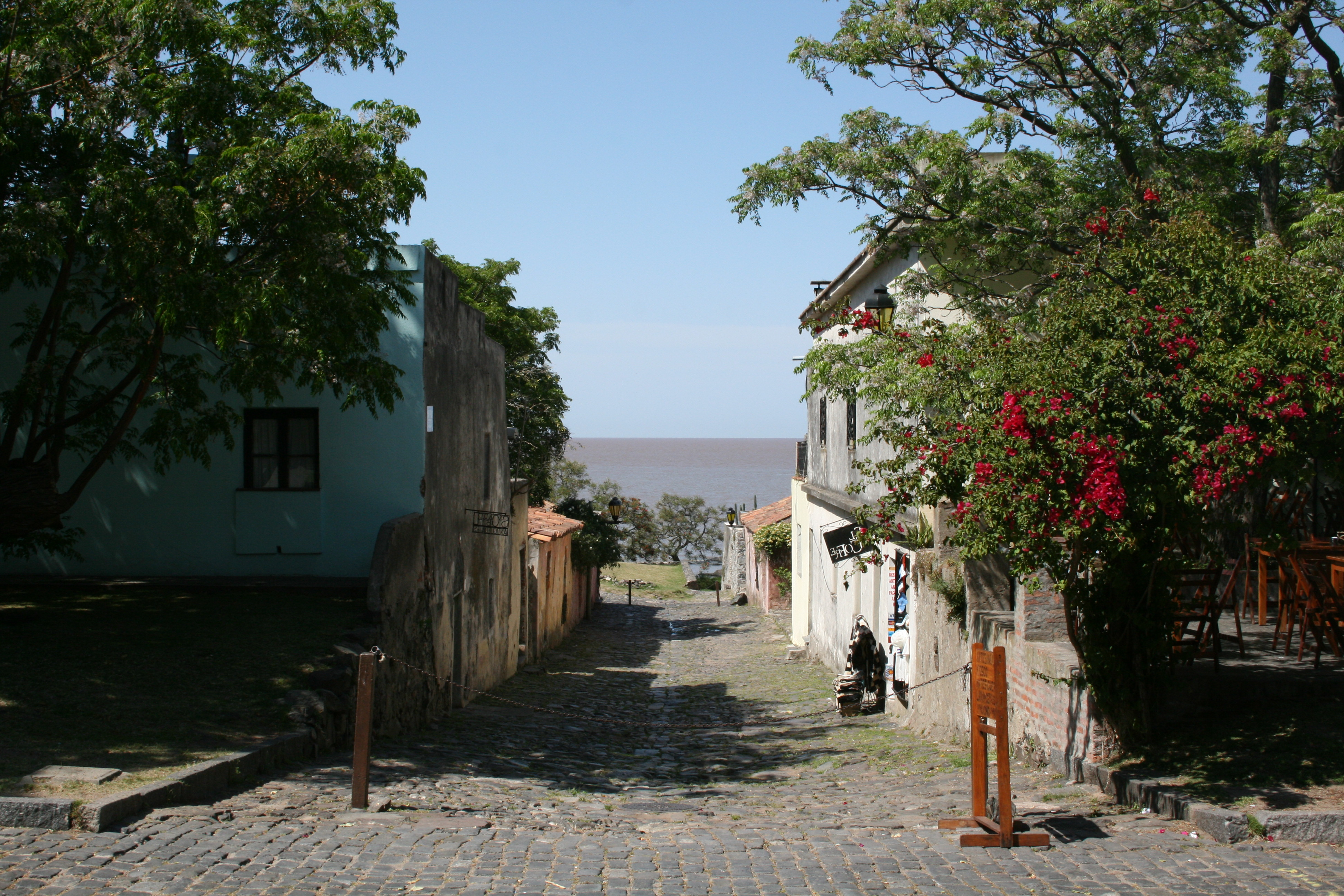
Aspecto actual da Colónia do Sacramento, com o Rio da Prata ao fundo.

Durante a Guerra da Sucessão Espanhola, que para Portugal durou de 1704 a 1715, ambas as coroas ibéricas conquistaram praças fronteiriças do reino adversário, apenas para estas serem devolvidas com a paz de 1715. A principal prioridade de guerra para Portugal seria, no mar, a proteção das Frotas do Brasil, e em terra a campanha terrestre na Península Ibérica. Isto tornou-se óbvio logo em 1704, quando o arquiduque Carlos, futuro imperador Carlos VI e cunhado de D. João V, desembarcou em Lisboa com um exército aliado anglo-holandês. Iniciaram-se então os preparos para a invasão terrestre da Espanha, que levaria à conquista de Madrid em 1706 e a Batalha de Almansa em 1707. 

#### Evacuação da Colónia do Sacramento
Quando as notícias chegaram a Buenos Aires, ainda em 1704, de que Portugal tinha alinhado com a Inglaterra na guerra contra a Espanha, os colonos aproveitaram logo o facto para lançar nova invasão contra a Colónia do Sacramento. Assim, a 2 de Outubro de 1704, o governador de Buenos Aires, à frente de um exército de mil e setecentos homens, atravessou o Rio da Prata. O governador esperou ainda uns meses por um contingente de quatro mil índios das missões jesuíticas do Paraguai; e quando este chegou, foi então sitiar a Colónia do Sacramento, no dia de Ano Novo de 1705.
Como resultado da invasão de Espanha que se preparava em Portugal, não havia no Brasil forças suficientes para derrotar este exército espanhol em batalha campal. Por esse motivo decidiu-se no Brasil evacuar a praça por mar. Como o estuário do Rio da Prata na sua parte interior possui águas muito pouco profundas, enviou-se assim uma pequena esquadra composta por uma fragata de 44 peças, comandada pelo capitão de mar e guerra Amaro José de Mendonça, uma fragata de 30 peças, uma fragatinha de 20 peças, e ainda uma nave auxiliar de 8 peças, para evacuar a praça por mar.
Esta pequena esquadra portuguesa chegou ao Rio da Prata a 5 de Março, apenas para descobrir que a Colónia do Sacramento se encontrava também bloqueada por mar pela fragata espanhola Nuestra Señora del Rosario (36), comandada por Don José Ibarra, e pela nau mercante portuguesa Popa Verde (16), que os espanhóis entretanto tinham tomado e armado em guerra com dezasseis peças.
No entanto, esta pequena força não era suficiente para se opôr à modesta esquadra portuguesa. Amaro José de Mendonça atacou a fragata espanhola, que se bateu com bravura a distância de tiro de mosquete contra a força superior dos portugueses ― provavelmente as duas fragatas ―, mas não pôde evitar que outras embarcações destes, provavelmente as duas menores, entretanto tomassem a Popa Verde à abordagem, libertando os marinheiros portugueses e aprisionando a tripulação de presa espanhola.
Por fim, após cerca de de quatro horas de combate, a Nuestra Señora del Rosario bateu em retirada para Buenos Aires. As naves portuguesas puderam assim evacuar a Colónia do Sacramento. Após uma semana, e uma notável operação de apoio, toda a população e a guarnição da cidade tinha sido levada a bordo; apenas parte da artilharia teve que ser abandonada, não existindo meios para a embarcar. Por fim, a 14 de Março de 1705, pôde a pequena esquadra portuguesa transportar os colonos para o Brasil. Dois dias depois foi a Colónia do Sacramento, pela segunda vez desde a fundação em 1680, ocupada por Espanha.

#### O Tratado de Utrecht

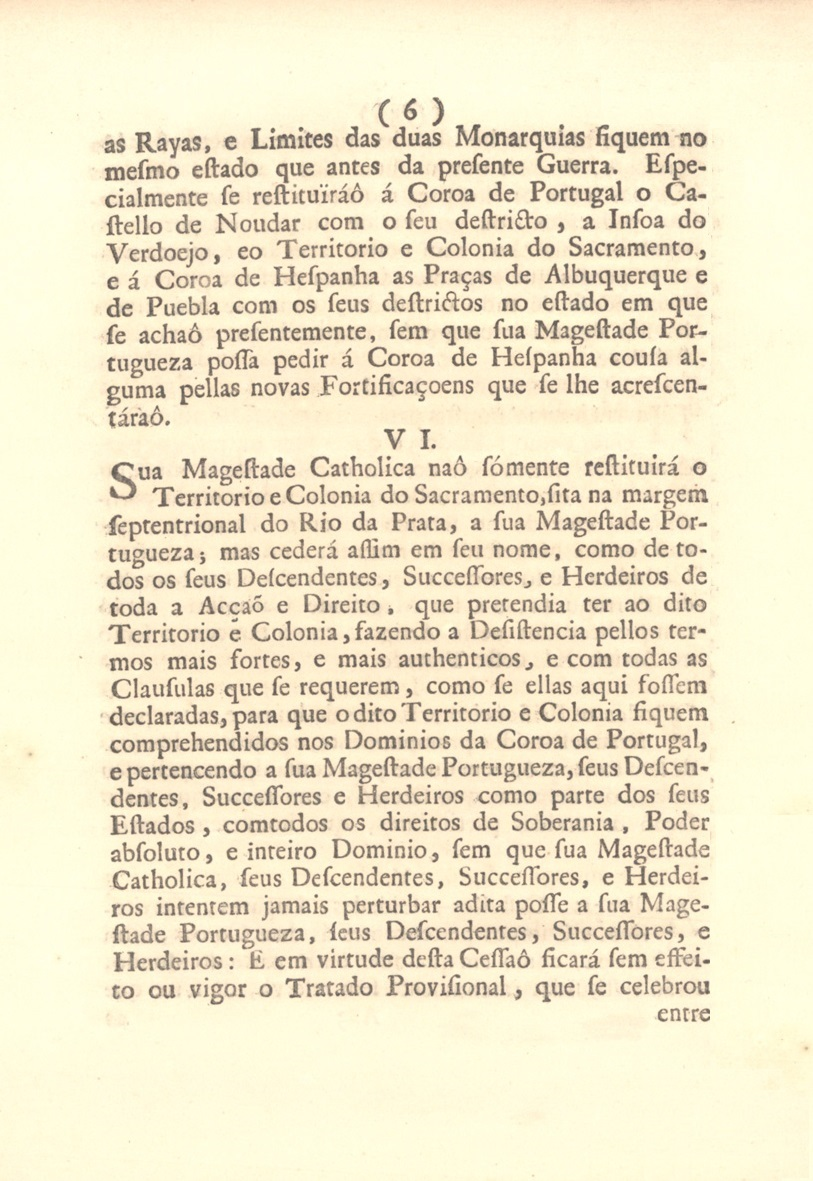
O Artigo VI do Tratado de Pax de 1715, em que não se define o "Territorio e Colonia do Sacramento" a ser devolvido. Ver ainda D. João V.

Depois de Portugal, assim como a Grã-Bretanha e os Países Baixos, ter assinado uma paz com a França ainda em 1713, e depois da paz também entre a França e a Áustria em 1714, apenas em Fevereiro de 1715 firmaram os dois reinos ibéricos a paz. Portugal e a Espanha foram assim os últimos países durante este conflicto a fazer as pazes.
O tratado de paz entre as duas Coroas devolvia a ambas certas vilas e praças fronteiriças na Península: os portugueses devolveram por exemplo Albuquerque e Puebla de Sanabria. Na América do Sul, estipulou-se que a Espanha devolveria a Colónia do Sacramento a Portugal. No entanto, apesar do tratado estipular que esta desistência espanhola seria feita “pellos termos mais fortes, e mais authenticos”, os artigos do tratado não definiram “o Territorio e Colonia do Sacramento, ſita na margem ſeptentrional do Rio da Prata”. Assim, para os portugueses o território era toda a margem septentrional do rio; mas para os espanhóis, era apenas a zona circundante à praça da Colónia do Sacramento.

### A tentativa de fundar uma base em Montevideu
Os resultados destas diferentes interpretações viram-se logo em 1724.
Por carta de 29 de Junho de 1723 de D. João V ao governador do Rio de Janeiro, ordenava-se a fundação de nova praça portuguesa na baía de Montevideu, que possui o melhor porto profundo do Rio da Prata, passível de ser usado por grandes naus de guerra. A 28 de Novembro desse ano chegaram então do Rio a fragata Nossa Senhora da Oliveira (44) e mais duas embarcações auxiliares, com cerca de 150 colonos e outros tantos soldados, comandados pelo Mestre de campo Manuel Freitas da Fonseca, e iniciou-se a fortificação do lugar, com a construção de uma bateria.
No entanto, tal como em 1680, os espanhóis de Buenos Aires reagiram imediatamente. O governador espanhol preparou uma expedição militar, e com cerca de centena e meia de dragões e quatrocentos soldados. Sabendo que os espanhóis já estavam a caminho, Fonseca, com forças inferiores e julgando não receber apoios a tempo, decidiu embarcar as suas tropas a 22 de Janeiro de 1724; e ao abrigo da sua interpretação do tratado de paz de 1715, os espanhóis ocuparam o local e fundaram Montevideu.
Para ironia do destino, dois dias mais tarde, a 24 de Janeiro, chegou à baía a fragata portuguesa Santa Catharina (32), transportando 130 soldados destinados a reforçar os portugueses que estavam em Montevideu; e a 26 chegariam ainda três embarcações da Colónia do Sacramento. Umas e outras regressaram depois ver que os espanhóis tinham ocupado o local; e este foi então povoada por cerca de setenta famílias de colonos oriundos das Canárias.

### A Troca das Princesas e expansão portuguesa
Isto coincidiu com uma fase nas relações entre as duas coroas ibéricas em que se tentava uma aproximação por meio de alianças dinásticas. Em Janeiro de 1723 a jovem Infanta D. Bárbara tinha sido prometida ao Príncipe das Astúrias, o futuro Fernando VI de Espanha. E não obstante a ocupação do local de Montevideu pelos espanhóis de Buenos Aires em 1724 (depois da partida dos portugueses), esta política de aproximação foi continuada, sendo em 1725 a irmã do príncipe herdeiro espanhol, D. Mariana Vitória, prometida ao Príncipe do Brasil, o futuro D. José I. Estava assim preparado o duplo consórcio entre os príncipes herdeiros ibéricos e as suas respectivas irmãs, o que se verificaria em 1729, na chamada Troca das Princesas.

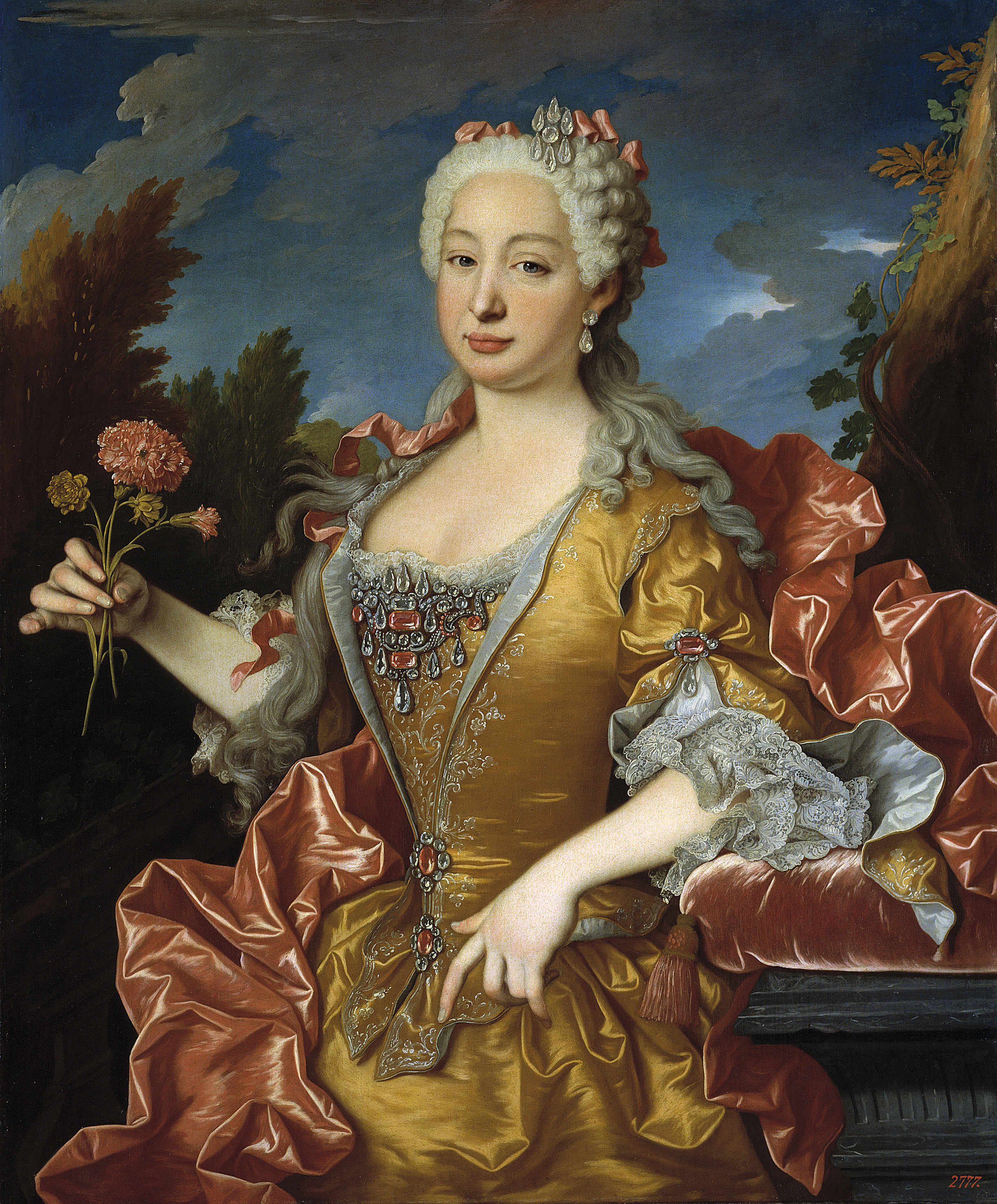
A princesa portuguesa D. Bárbara, já como princesa das Astúrias após a Troca das Princesas em 1729.

No entanto, nem mesmo este duplo matrimónio foi capaz de assegurar paz entre Portugal e Espanha na América do Sul. Querendo continuar a política de colonização do sul do Brasil, Portugal intensificou a colonização do território ao redor da Colónia do Sacramento. A acção de homens como Francisco de Brito Peixoto (1650-1735) e Cristóvão Pereira de Abreu (1678-1755) desbravaram o interior; e enquanto velhas povoações mais a norte em Santa Catarina eram elevadas ao estatuto de vila ― tal como Nossa Senhora do Desterro (a actual Florianópolis) em 1726 ―, novas povoações eram fundadas. Como Francisco de Brito Peixoto escreveu a D. João V nesse mesmo ano de 1726:

"Mandei no serviço de S.M. que Deus Guarde, para o Rio Grande de São Pedro 31 homens à minha custa, e por capitão deles o meu genro João de Magalhães, a quem ordenei que chegando à paragem do Rio Grande escolhessem algum lugar que fosse mais conveniente para formarem as suas casas em forma de povoação...”

A expansão portuguesa no Brasil nesta época fazia-se sentir em todas as direções: muito mais a norte por exemplo, no Mato Grosso, também a povoação de Cuiabá, a actual capital do hoje estado, foi elevada a vila em 1727. Cada vez mais os portugueses expandiam as fronteiras do Brasil para oeste e sul.
Esta actividade continuou na década de 1730, encorajada pelo novo governador do Rio de Janeiro, Gomes Freire de Andrade, que chefiou o governo do sul do Brasil de 1733 a 1763. Por isso, e apesar da Troca das Princesas em 1729, a situação em meados da década de 1730 estava outra vez tensa.

### Acontecimentos de 1734 e 1735
A Colónia do Sacramento prosperava nesta altura, e a sua zona de cultivo e pastoreio estendia-se num raio de talvez 120 km. No entanto, em Março de 1734 o novo governador de Buenos Aires, D. Miguel de Salcedo, recebeu ordens de Madrid para reduzir a zona de influência de Colónia a um tiro de canhão, isto é, a um raio de quando muito 2 km. Informou então o governador da Colónia, D. António Pedro de Vasconcellos, das suas ordens régias. Mas este, dando respostas evasivas, foi preparando a defesa da praça.
No entanto, em Fevereiro de 1735 a guarda espanhola em Madrid invadiu a embaixada portuguesa, por outros motivos, e aprisionou dezanove criados da embaixada ― ao que D. João V logo respondeu com igual prisão de dezanove criados da embaixada espanhola em Lisboa. Cortaram-se as relações diplomáticas, e ameaçou-se guerra.
Madrid logo autorizou Buenos Aires a tomar naves portuguesas no Rio da Prata, o que sucedeu pela primeira vez a 29 de Julho, quando a fragata San Bruno, de 36 peças, tomou uma pequena embarcação lusa com rumo à Bahia. Mais tarde, a 15 de Setembro, a outra fragata espanhola presente no estuário, a Nuestra Señora de la Encina, igualmente de 36 peças, tomou uma corveta portuguesa que pretendia entrar na Colónia.
Entretanto, a 18 de Abril, Madrid tinha enviado ordens a Buenos Aires de atacar a Colónia do Sacramento sem aguardar a declaração formal de guerra. O governador Salcedo pediu ajuda aos Jesuítas, que logo enviaram quatro mil índios das missões; e com outro milhar e meio de homens de Buenos Aires, o governador iniciou o sítio à praça portuguesa a 20 de Outubro.
Apesar das duas fragatas espanholas terem também inciado um bloqueio naval, uma embarcação portuguesa logrou escapar da Colónia e atingir o Rio de Janeiro, onde avisou o governador interino, o brigadeiro José da Silva Pais. Este organizou uma expedição de socorro, que largou do Rio a 15 de Dezembro com 250 soldados, 40 dragões e 35 artilheiros a bordo de seis embarcações, incluindo uma pequena fragata de 20 peças e a pequena e já velha nau Nossa Senhora de Nazareth, de 50 peças. No último dia de 1735 largou ainda outra expedição de socorro da Bahia, onde o vice-rei, o Conde de Sabugosa, reunira outros 200 soldados e 60 artilheiros a bordo de doze pequenas embarcações. Entretanto soube-se que duas naus espanholas estariam a ser aprontadas em Cádis para ser enviadas ao Rio da Prata com reforços.
Graças ao maior poder de fogo da Nossa Senhora de Nazareth, foi possível desembarcar as tropas portuguesas na Colónia, que assim muito viu reforçada a sua guarnição e elevado o ânimo de luta. As duas fragatas espanholas refugiaram-se na enseada de Barragán, na margem sul do rio, onde construiram uma bateria e lograram rechaçar um ataque dos portugueses, que pretendiam queimar as fragatas. Entretanto, José da Silva Pais reuniu outros 200 homens e ainda 50 artilheiros, enviando assim mais reforços à praça sitiada a 11 de Março de 1736.
Precisamente nessa altura foram também enviados de Cádis e Lisboa os primeiros reforços das respectivas metrópoles: duas pequenaus naus espanholas a 9 de Maio, a que D. João V se antecipou, ripostando com duas grandes e uma pequena nau portuguesas que largaram a 27 de Março. Mais tarde, Espanha enviou mais três naus ao Rio da Prata, a que o monarca português ripostou com novamente três naus portuguesas. Iniciara-se assim a campanha do Rio da Prata.

## Forças

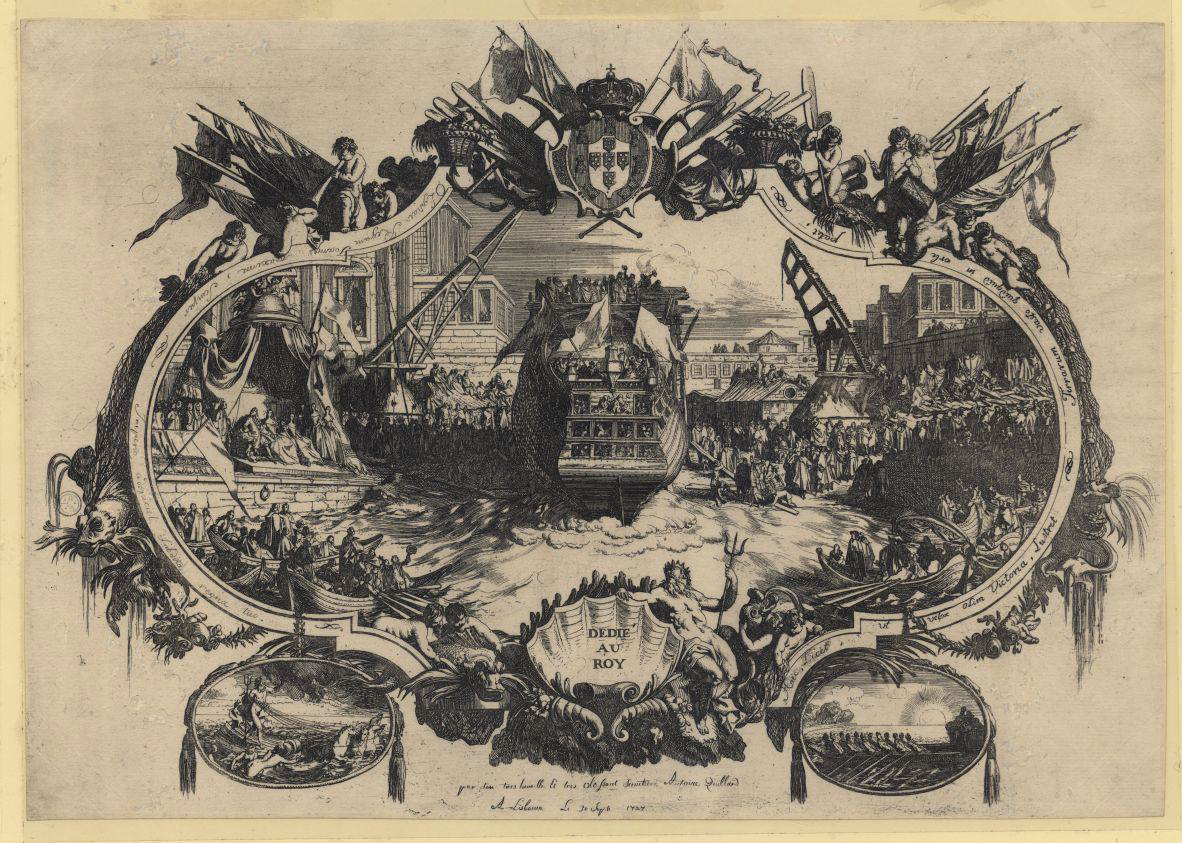
A Nossa Senhora da Lampadosa, de 50 peças, a mais pequena das naus portuguesas na campanha do Rio da Prata, é lançada à água em Lisboa a 21 de Janeiro de 1727 na Ribeira das Naus, na presença de D. João V. Esta nau travou o terceiro e último combate com as naus espanholas no Rio da Prata.

### Esquadra portuguesa
A 27 de Março de 1736 largou uma esquadra de três naus de guerra, destinada a juntar-se a duas naus no Rio de Janeiro, para socorrer a Nossa Senhora de Nazaré e a Colónia do Sacramento e, se possível, reconquistar Montevideu. Pouco mais tarde, quando se soube que a Espanha tencionava enviar ainda mais naves à zona, foi ainda enviada mais uma nau, acabada de ser lançada à água, a 21 de Agosto. A esquadra principal acabou assim por ser composta pelas seguintes naus, para além de uma fragata de 20 peças:
Enviada do Rio de Janeira a 15 de Dezembro de 1735:
- Nossa Senhora da Nazaré (50), lançada à água a 21 de Novembro de 1721

Enviadas de Lisboa a 27 de Março de 1736:
- Nossa Senhora da Vitória (74), lançada à água a 19 de Agosto de 1735
- Nossa Senhora da Conceição (74), lançada à água a 12 de Junho de 1733
- Nossa Senhora da Lampadosa (50), lançada à água a 21 de Janeiro de 1727

A que se juntaram no Rio de Janeiro:
- Nossa Senhora da Esperança (70), lançada à água a 18 de Novembro de 1735
- Nossa Senhora das Ondas (58), lançada à água a 10 de Abril de 1724

E ainda, enviada de Lisboa a 21 de Agosto e 1736:
- Nossa Senhora da Arrábida (64), lançada à água a 9 de Julho de 1736

Total: 7 naus, 440 peças

### Esquadra espanhola
No Rio da Prata encontravam-se como vimos desde 1735 duas fragatas espanholas. A 9 de Maio foram enviadas duas naus de Cádis, e mais tarde chegariam então mais três naus.
As fragatas presentes desde 1735:
- Nuestra Señora de la Encina (36)
- San Bruno (36)

As naus enviadas de Cádis a 9 de Maio de 1736:
- San Esteban (50)
- Hermiona (50)

Chegariam depois em Março de 1737:
- La Galga (56)
- San Francisco Javier (52)
- Paloma Indiana (52)

Total: 5 naus e 2 fragatas, 332 peças

### Armamento das esquadras

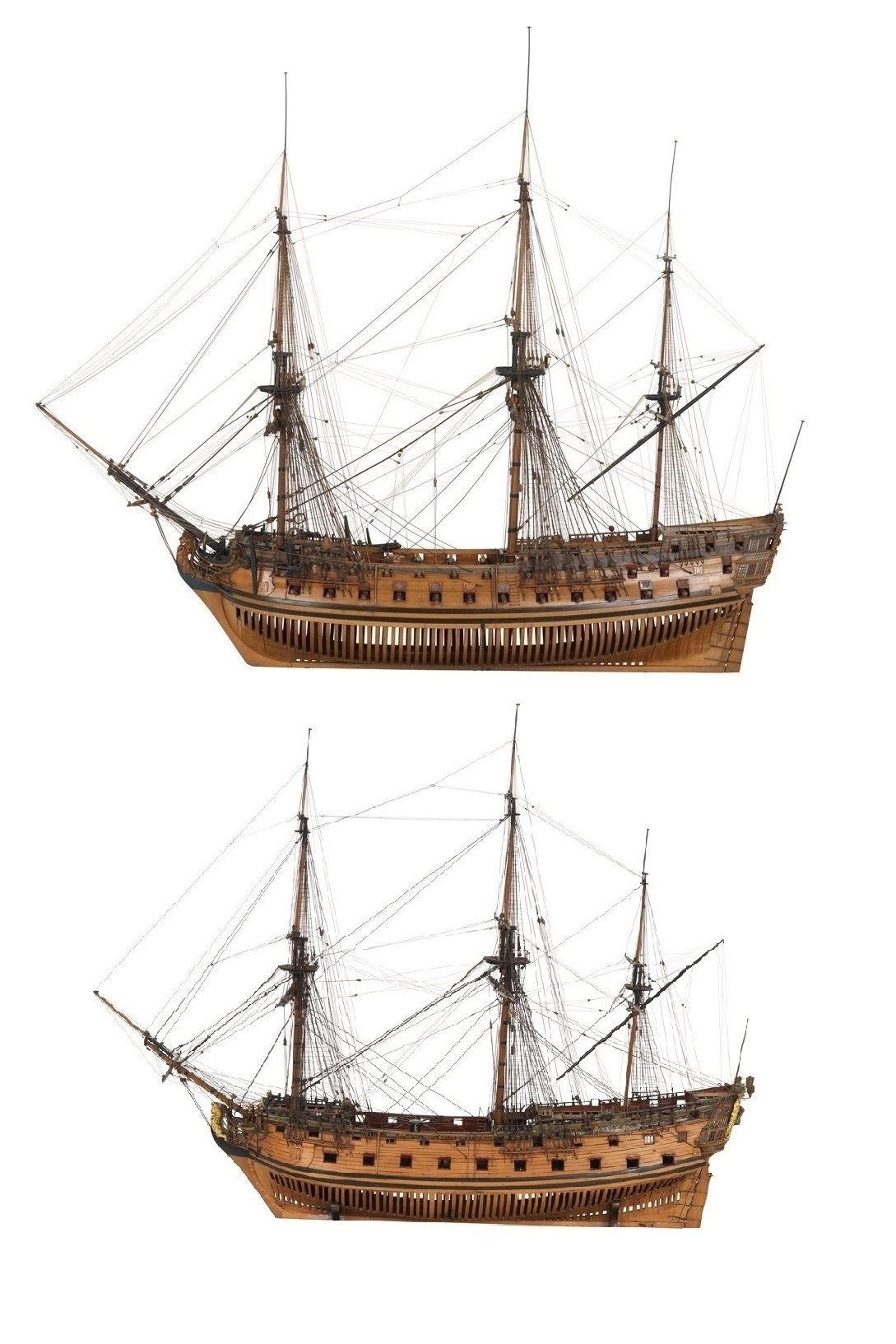
Modelo contemporâneo de uma nau de guerra de 70 peças da década de 1740, contraposto a uma de 50 peças da década de 1720, à escala.

Vemos assim como a esquadra portuguesa acabou por montar 440 peças, contra as 332 da esquadra espanhola. Mas esta não era apenas uma questão do número de canhões, mas também da qualidade: assim como naus maiores possuíam cascos mais robustos, montavam também artilharia mais pesada.
As únicas naus espanholas com quem as portuguesas chegaram a travar combate foram, em três ocasiões separadas, a San Esteban (50), construída em 1727, e a Hermiona (50), lançada à água em 1733. Ambas estas naus estavam artilhadas com 22 peças de 12 libras, 22 peças de 8 libras, e 6 peças de 4 libras. Em 1734 tinham sido artilhadas com 22 peças de 16 libras nas baterias inferiores, mas a experiência não tinha sido positiva, e optou-se pelas mais leves de 12 libras.
Do lado português apenas as pequenas Nossa Senhora de Nazareth e Nossa Senhora da Lampadosa montariam artilharia semelhante. Infelizmente não possuimos detalhes quanto ao armamento das naus portuguesas, mas pelo seu tamanho, é quase certo que a Nossa Senhora das Ondas estaria artilhada com peças de 18 libras na bateria inferior, e todas as restantes naus da esquadra portuguesa estariam com certeza absoluta artilhadas com peças de 24 libras na coberta inferior e peças de 12 libras na superior, estando as três maiores, de 70 e 74 peças, possivelmente artilhadas com peças de 32 libras na coberta inferior. Mas calculando com peças de 24 libras, as duas naus de 74 peças teriam assim por exemplo 28 peças de 24, 28 peças de 12, e ainda 18 peças de 6 libras.
As bordadas da Nossa Senhora da Vitória e da Nossa Senhora da Conceição, as naus capitana e almiranta portuguesas, seriam assim no mínimo de 1116 libras, enquanto as espanholas de 50 peças apenas disparavam 464 libras de ferro ― menos de metade, uma diferença assinalável. A Nossa Senhora da Esperança  dispararia 1044 libras.
Ao todo, a esquadra portuguesa, mesmo ignorando a pequena fragata de 20 peças, teria assim um poder de fogo mais de três vezes superior ao da esquadra espanhola, apesar de ambas disporem do mesmo número de embarcações, e do número de peças dos portugueses apenas ser 30% superior. Esta grande disparidade de forças influenciaria fortemente o desenrolar de toda a campanha do Rio da Prata.

## Acontecimentos
A esquadra portuguesa inicial, de três naus, chegou ao Rio de Janeiro a 29 de Maio. Aqui as duas naus de guerra, e ainda quatro naus mercantes, para servir de transporte de tropas, munições, e mantimentos para a campanha, juntaram-se a ela. A esquadra embarcou quatro companhias da guarnição do Rio de Janeiro, às ordens do brigadeiro José da Silva Pais, que embarcou na Nossa Senhora da Esperança. As ao todo nove naus, e ainda algumas embarcações menores, largaram então com rumo sul a 25 de Junho. Mas pouco tempo depois a esquadra foi dispersa por um temporal, que forçou duas das naus mercantes a arribar ao Rio de Janeiro; as restantes naus voltaram a reunir-se na Ilha de Santa Catarina, onde permanceram de 9 a 31 de Julho.
Na Ilha de Santa Catarina juntou-se no dia 21 à esquadra a nau mercante Corta Nabos, vinda da Colónia do Sacramento, que pôde relatar que a praça continuava sitiada, mas que continuava também a conseguir resistir. Quatro outras embarcações menores juntaram-se também à esquadra durante estas três semanas. No dia 1 de Agosto largou novamente a esquadra, agora composta por cinco naus de guerra, três naus mercantes, e quatro naves menores.
Estas escalas no Brasil fizeram com que a esquadra portuguesa, que levava mais de um mês de avanço em relação à espanhola ao zarpar de Lisboa, se atrasse em relação a esta. Assim, ao aproximarem-se do Rio da Prata as duas esquadras, sem o saber, viajavam a curta distância uma da outra. Nesta altura, mais uma vez o mau tempo dispersou os navios portugueses quando estes navegavam rumo a Montevideu e a Colónia do Sacramento.

### Condições climatéricas
Convém lembrar que os três combates em Agosto de 1736 foram travados em pleno Inverno austral, numa latitude em que existe já uma considerável diferença entre as estações. O clima de Rocha, no departamento homónimo ao longo da costa oriental do Uruguai, apresenta temperaturas diárias médias em Agosto entre 6,5 °C e 16,6 °C, sendo assim mais frio que Lisboa em Fevereiro (9,1 °C―16,2 °C). Contrariamente a Lisboa, foram mesmo registadas temperaturas mínimas negativas nesta zona nos meses de Inverno, na ordem de -2,8 °C em Maio a -3,4 °C em Setembro, com mínimo absoluto em Julho de -5,8 °C. Como é óbvio, é possível que em meados da década de 1730 o clima fosse ligeiramente diferente do actual; e infelizmente os relatos existentes não registam as condições climatéricas exactas em que os combates foram travados. Mas basta saber que o primeiro combate durou até o pôr do sol, e que o terceiro durou para além da meia-noite, para saber que terão sido travados em condições provavelmente tão frias como os mais frios dias de Inverno ao largo da costa portuguesa.

### Acção de 16 de Agosto

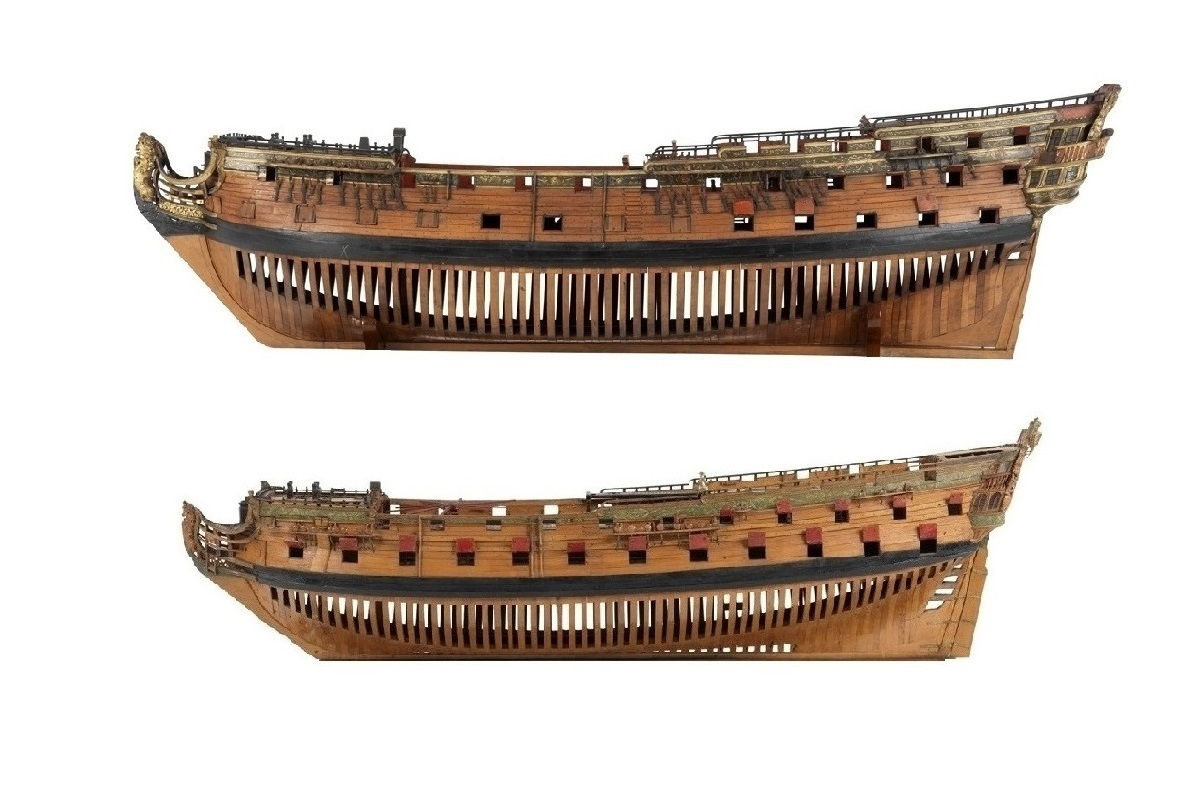
Modelos da época de uma nau de guerra inglesa de 70 peças de 1725 e de uma de 50 peças de 1715, à escala, que ilustram a diferença de tamanho entre as maiores naus portuguesas e as menores espanholas durante a campanha.

Na manhã do dia 16 a Nossa Senhora da Vitória (74), a capitânia de Luís de Abreu Prego que navegava isolada ao largo da costa oriental do Uruguai, avistou duas embarcações à sua frente que navegavam também rumo a Sul. À medida que se aproximava, pôde constatar que eram duas pequenas naus de guerra. Por ser mais veloz, a nau portuguesa continuou a encurtar a distância entre elas, e ao aproximar-se içou a bandeira de Portugal.
As duas naus eram as espanholas San Esteban (50), de Don José de Arratia, e Hermiona (50), de Don Jorge Chavarría, que transportavam 100 dragões cada como reforço para a campanha terrestre contra a Colónia do Sacramento. Ao ver a nau portuguesa içar a sua bandeira, fizeram o mesmo, ao mesmo tempo que atravessaram e ficaram a esperar a portuguesa. Esta, ao chegar mais perto, perguntou quem eram e para onde se dirigiam. A resposta das naus espanholas foi sucinta: descarregaram sem aviso toda a artilharia sobre a nau portuguesa, que logo sofreu estrago considerável ao aparelho. No entanto, a Nossa Senhora da Vitória soube ripostar, atingindo a Hermiona e causando também estragos à mastreação e ao aparelho da almiranta espanhola. A San Esteban voltou então de bordo, para auxiliar a Hermiona, e trocou uma salva de tiros com a nau portuguesa, troca essa que causou estragos em ambas as naves.
A nau portuguesa continuou então em frente, afastando-se das espanholas, e reduziu depois o pano, para substituir dois estais e alguns cabos que tinham ficado danificados. As naus espanholas então tentaram aproximar-se para abordar a portuguesa, mas esta, que ao todo tinha maior poder de fogo que as duas naus espanholas juntas, conseguiu mantê-las à distância a tiro de canhão.
Este combate durou até às oito da noite, após o pôr do sol. Nessa altura a Nossa Senhora da Vitória acabou os reparos ao aparelho e acendeu os faróis, para indicar às naus espanholas onde estava e convidá-las a continuar o combate no dia seguinte. Mas no dia seguinte pela manhã as espanholas já não se avistavam, e Luís de Abreu Prego continuou a sua viagem para o Rio da Prata.

### Acção de 19 de Agosto
Dois dias mais tarde foi a Nossa Senhora da Conceição (74) alcançada pelas mesmas duas naus espanholas; a almiranta portuguesa sem o saber navegava adiantada em relação à Nossa Senhora da Vitória.
Infelizmente não possuimos um bom relato sobre este encontro. A diferença de forças era a mesma que no combate anterior, mas mais uma vez as duas naus espanholas parecem ter conseguido escapar do encontro com uma mais poderosa nau portuguesa apenas com ligeiras avarias no aparelho, enquanto esta parece ter sofrido estragos consideráveis ao mesmo. Enquanto não podemos pôr de parte a possibilidade de que as naus espanholas nestes dois encontros simplesmente tiveram mais sorte, isto parece sugerir que ou os artilheiros espanhóis destas duas naus eram superiores aos das naus que encontraram, ou ― o que parece mais provável ― que Don José de Arratia merece ser elogiado pela forma como terá comandado a sua pequena força de duas naus.

### Acção de 26-28 de Agosto
A 26 de Agosto, e já perto do Cabo de Santa Maria, foi então a vez da Nossa Senhora da Lampadosa (50), que navegava em companhia da nau mercante Corta Nabos, de encontrar as duas naus espanholas.
Esta vez a diferença de forças favorecia as espanholas; mas infelizmente os relatos diferem quanto aos acontecimentos. Segundo as fontes espanholas, estes tomaram a Corta Nabos, mas mais tarde os ventos teriam disperso os navios. Segundo as fontes portuguesas, travou-se um combate em que ambas as partes sofreram os estragos do costume, mas as naus espanholas teriam fugido em direção a Montevideu quando a Nossa Senhora da Vitória apareceu por volta das cinco da tarde, navegando a todo o pano do Norte. As mesmas fontes contam que a nau capitana portuguesa teria perseguido as duas espanholas, e dando mais uma vez mostras de ser uma nau de muito bom pé, isto é, veloz, teria alcançado a San Esteban e a Hermiona por volta das sete e meia, já depois do pôr do sol. Teria então travado um duelo de artilharia na escuridão que durou até as duas da madrugada do dia 27 de Agosto.
Nessa altura estariam os navios já ao largo de Montevideu, e os fundos estariam a diminuir rapidamente. Durante o dia 27 de Agosto as espanholas parecem ter ficado a pairar junto do Baixo do Inglês, que a nau portuguesa não poderia atravessar por causa do seu maior calado. No dia 28 juntou-se então a Nossa Senhora da Lampadosa à capitânia portuguesa, e ambas tentaram aproximar-se das espanholas. Mas estas, fazendo sucessivos bordos, mantiveram sempre a distância às portuguesas. Após três dias de contínuas manobras e viragens de bordo, numa tentativa de aproximar-se das naus espanholas, Abreu Prego desistiu e foi fundear junto da Ilha das Flores, de onde poderia impedir as espanholas de desembarcar socorros em Montevideu.
Ao ver Don José de Arratia isto, desistiu também ele de socorrer Montevideu, e rumou a Buenos Aires, onde chegaria duas semanas depois, após uma penosa navegação no Rio da Prata, que incluiu vários encalhes nos baixos do rio. Soube-se mais tarde que teria desembarcado numerosos feridos como resultado dos combates travados com as naus portuguesas.

### Restantes operações

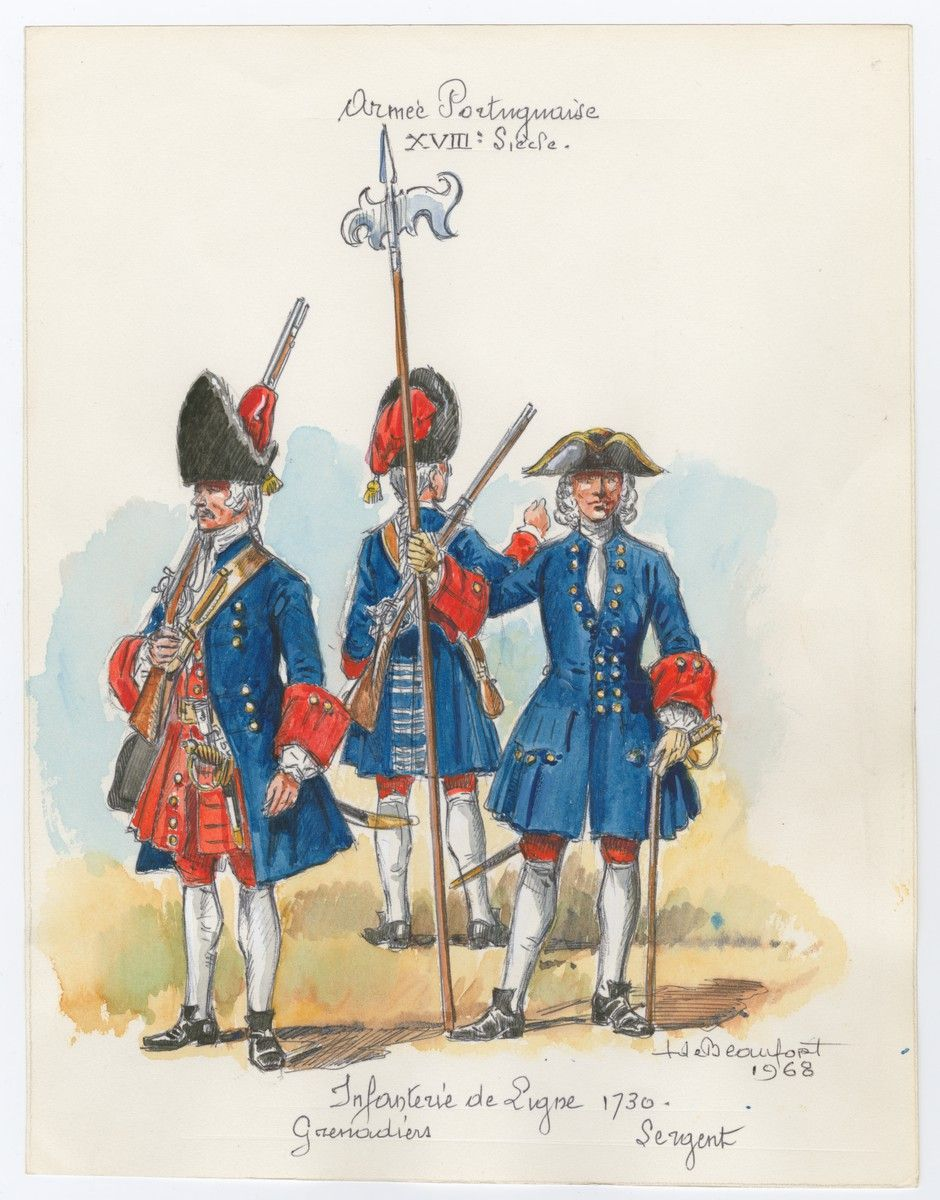
Militares portugueses: granadeiros e sargento. Década de 1730.

Durante a primeira semana de Setembro chegaram à Ilha das Flores os restantes navios portugueses. A 6 desse mês iniciaram os portugueses então um assédio a Montevideu, que no entanto foi abandonado com a chegada de um destacamento de outros 200 dragões enviado pelo governador de Buenos Aires (talvez por saber que outros tantos eram esperados com as naus espanholas) para socorrer a praça. A partir de então, as três naus de guerra portuguesas permaneceram em bloqueio a Montevideu, enquanto as outras se dirigiram à Colónia do Sacramento. A 24 de Setembro chegou uma embarcação do Rio de Janeiro, com a notícia de que mais navios de guerra espanhóis vinham a caminho, e que mais três naus portuguesas por essa razão também tinham sido enviadas para o Rio da Prata.
A 15 de Outubro foi enviada a Nossa Senhora da Esperança (70) à Colónia do Sacramento, para poder servir de nau de apoio aos navios ligeiros que lá se encontravam, enquanto as restantes continuaram o bloqueio a Montevideu. Quinze dias depois, a 1 de Novembro, Abreu Prego recebeu um pedido do capitão da Colónia do Sacramento, que desejava o apoio das duas naus de menor calado, a Nossa Senhora da Lampadosa (50) e a Nossa Senhora das Ondas (58), para realizar um ataque a Buenos Aires. No entanto Abreu Prego, sabendo que se esperavam mais navios de Espanha,  não desejou dividir a esquadra portuguesa.
Logo no dia seguinte dois navios ingleses puderam relatar que os quatro navios de guerra espanhóis ― as duas naus e duas fragatas ― se encontravam fundeados na Baía de Samborobón, na margem sul do rio (ou talvez mais correctamente na Enseada de Barragán). Isto pôs de parte quaisquer tentativas de ataque a Buenos Aires, mas levou a que o governador da Colónia, D. António Pedro de Vasconcellos, e o brigadeiro Silva Pais, comandante do exército de terra, a 17 de Novembro tentassem um ataque aos quatro vasos de guerra espanhóis, para eliminar completamente a força naval do inimigo. O almirante Abreu Prego não apoiou o plano, mas teve que ceder; no entanto, os navios portugueses não conseguiram aproximar-se o suficiente do inimigo, sob perigo de varar devido ao calado das naus portuguesas, e o ataque teve que ser abandonado.
Devido aos rumores da chegada iminente de mais naus espanholas, optou-se em Dezembro por evacuar parte da população civil da Colónia; e assim se evacuaram 200 colonos a bordo da Nossa Senhora da Conceição, 180 a bordo da Nossa Senhora da Lampadosa, e 95 a bordo da Nossa Senhora da Victoria, que os transportaram ao Rio de Janeiro.
O resto da esquadra portuguesa manteve-se ao largo de Montevideu, impossibilitando o reforço da praça por mar. Em Janeiro de 1737 os portugueses fizeram uma tentativa de se instalar na baía de Maldonado, mais a Leste; mas essa tentativa foi no entanto abandonada, visto não terem encontrado as melhores condições para o fazer.
Os portugueses continuaram a receber reforços e alguns mantimentos do Rio de Janeiro durante o resto da campanha. Estranhamente, isso não impediu algumas ocorrências de escorbuto. Mais tarde chegariam então mais três naus espanholas, transportando 225 soldados, e ainda três embarcações pequenas, sob comando de Don Nicolás Geraldino, que tomou o comando supremo da força naval espanhola no Rio da Prata. Mas mesmo reforçada, a esquadra espanhola não se podia medir com portuguesa. E assim se manteve a esquadra portuguesa durante ao todo doze meses, de Agosto de 1736 a Agosto de 1737, sempre protegendo a Colónia do Sacramento e ameaçando Montevideu, sem que a esquadra espanhola nos fundos baixos da margem sul do rio a ousasse desafiar. De forma algo irónica, a única perda de navios durante toda a campanha, a fragata espanhola Nuestra Señora de la Encina (36), perdeu-se a 27 de Agosto de 1727 por encalhe, perto de Punta Piedras. Poucos dias depois chegou ao Rio da Prata a nau Nossa Senhora da Boa Viagem (64) com novas de que tinha sido assinado um armistício em Paris em Maio. E assim pôde a esquadra portuguesa regressar à metrópole, tendo alcançado plenamente o seu principal objectivo estratégico.

### A aliança inglesa e a paz
Merece destaque o facto de que em 1735, quando tudo indicava que iria romper a guerra com a Espanha, D. João V activou a aliança com a Grã-Bretanha. Esta enviou então em 1736 uma armada de 26 naus de guerra, comandada pelo próprio Admiral of the Fleet Sir John Norris, a Lisboa. Esta armada permaneceu no Tejo até 1737, e terá certamente contribuido para a rápida assinatura do armistício.
Não cabe aqui uma comparação com a Royal Navy; mas de forma brevíssima, é interessante ver como a esquadra enviada por D. João V ao Rio da Prata em 1736-1737 se compara perfeitamente com a maior parte das esquadras de guerra britânicas enviadas no período às Caraíbas. A grande — enorme — diferença é que neste século, a Armada Real portuguesa já não dispunha de uma reserva considerável de navios como na centúria de Quinhentos — ou como a Armada Real britânica. Assim, a forma como a Royal Navy se prestou a ajudar a defesa das águas da metrópole enquanto uma esquadra portuguesa era enviada ao hemisfério sul marca o início de uma certa dependência portuguesa da ajuda militar da Grã-Bretanha, que se tornaria mais evidente no final do século. Como nota de interesse, foi a bordo de uma nau desta armada inglesa ― a HMS Centurion (60) ― que John Harrison pela primeira vez testou o seu primeiro modelo de cronómetro marítimo, o H1, para tentar resolver o problema da determinação da longitude.
Ainda no âmbito de comparações, merece por fim destaque a disparidade das forças que os dois reinos ibéricos enviaram ao Rio da Prata em 1736: apesar das duas naus de Don José da Arratia terem combatido com habilidade nos combates de 16 e 19 de Agosto contra as solitárias naus portuguesas, a esquadra espanhola não tinha a mais mínima possibilidade de se bater contra a portuguesa uma vez reunidas as naves.
No entanto, devemos lembrar que esquadras espanholas como a portuguesa eram por vezes vistas nas Caraíbas, como durante a Guerra da Sucessão Espanhola, e mais tarde durante a Guerra da Orelha de Jenkins e a Guerra da Sucessão Austríaca, justamente contra esquadras britânicas semelhantes. E ainda mais que os estaleiros da Armada Real portuguesa na Bahia no Brasil, os estaleiros espanhóis nas Caraíbas construiam frequentemente grandes naus de guerra, principalmente os de Havana, em Cuba.
A verdade é que Buenos Aires nesta época ainda não era tão importante como por exemplo Havana, Vera Cruz no México, ou Cartagena das Índias, hoje na Colômbia. Isto revela importantes diferenças quanto à importância dada à questão em Lisboa e Madrid, e quanto à própria natureza dos impérios ultramarinos das duas coroas; e explica assim a disparidade das esquadras e o desfecho desta campanha: tal como foi visto quanto à questão dos ingleses em Cabinda em Angola, em 1723 (ver D. João V), a questão da Colónia do Sacramento era simplesmente mais importante para Portugal que para Espanha.